# NGC 5500
NGC 5500 este o galaxie eliptică situată în constelația Boarul. A fost descoperită în 12 mai 1787 de către William Herschel. Se află la o distanță de 31,7 de megaparseci de Pământ.